# Еміль Берлінер
Еміль Берлінер (англ. Emile Berliner; 20 травня 1851 — 3 серпня 1929) — американський винахідник єврейсько-німецького походження, відомий розробкою грамофона.
Берлінер народився у Ганновері (Німеччина), у 1870 році емігрував до Сполучених Штатів. Працював на складі у Вашингтоні, незабаром зацікавився технологією передачі і запису звуку (зокрема, телефоном і фонографом) і винайшов вдосконалений мікрофон, викуплений компанією Александра Белла. Берлінер працював у компанії «Белл Телефон» (Бостон) з 1877 до 1883 року, після чого повернувся до Вашингтону і почав займатися приватними дослідженнями.
У 1886 році почав експериментувати з методами звукозапису. На відміну від фонографа Едісона, Берлінер почав працювати над приладом для запису звуку на диск . Перший патент на грамофон отримав у 1877 році, і кілька років рекламував свою технологію фірмам, що виробляли іграшки. Втім, не полишаючи ідею серйознішого застосування свого пристрою, у 1885 році Берлінер переконав групу бізнесменів вкласти 25 000 доларів у новостворену компанію «Берлінер Грамофон».

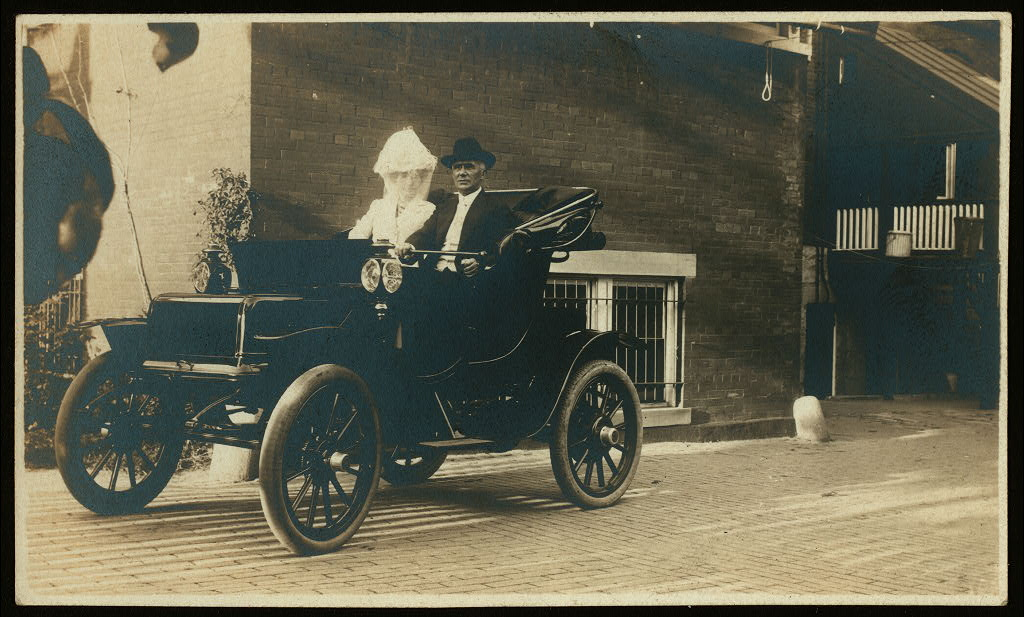
Еміль Берлінер

Перші грамофони мали суттєву проблему — складність дотримання сталої швидкості обертання диска. Інженер Елдрідж Джонсон допоміг вдосконалити механізм, застосувавши накрутну пружину (як у годинниках). У 1901 році Берлінер і Джонсон разом заснували компанію «Victor Talking Machine Company».
Берлінер також винайшов новий тип текстильного верстату для масового виробництва тканини, акустичну плитку для приміщень, а також експериментував з одним з перших варіантів гелікоптера (говорили, що йому вдалося підняти у повітря двох людей ще у 1909 році, хоча за іншими даними це відбулося на десять років пізніше).

## Патенти
- U.S. Patent 199 141 Telephone (induction coils), filed October 1877, issued January 1878
- U.S. Patent 222 652 Telephone (carbon diaphragm microphone), filed August 1879, issued December 1879
- U.S. Patent 224 573 Microphone (loose carbon rod), filed September 1879, issued February 1880
- U.S. Patent 225 790 Microphone (spring carbon rod), filed Nov 1879, issued March 1880
- UK Patent 15232 filed November 8, 1887
- U.S. Patent 372 786 Gramophone (horizontal recording), original filed May 1887, refiled September 1887, issued November 8, 1887
- U.S. Patent 382 790 Process of Producing Records of Sound (recorded on a thin wax coating over metal or glass surface, subsequently chemically etched), filed March 1888, issued May 1888
- U.S. Patent 463 569 Combined Telegraph and Telephone (microphone), filed June 1877, issued November 1891
- U.S. Patent 548 623 Sound Record and Method of Making Same (duplicate copies of flat, zinc disks by electroplating), filed March 1893, issued October 1895
- U.S. Patent 564 586 Gramophone (recorded on underside of flat, transparent disk), filed November 7, 1887, issued July 1896